# ألعاب مكابيه 1933
ألعاب مكابيه 1933 أو ألعاب مكابيه 1933 الشتوية الأولى (بالعبرية: מכביית החורף הראשונה، يالبولندية: Pierwsza zimowa Makabiada) عقدت في زكوبن،  في بولندا من 02-05 فبراير 1933. وصادفت الألعاب أنه قبل حفل الافتتاح بيومين عين أدولف هتلر مستشاراً في 30 يناير 1933.

## الدول التي شاركت
شارك الرياضيين اليهود من 8 دول. وعلى الأخص، لم يشارك أي لاعب من أرض إسرائيل في هذه الألعاب. والعدد الذي بين الأقواس يشير إلى عدد من الرياضيين في الوفد.
| - النمسا - تشيكوسلوفاكيا | - قالب:بيانات بلد مدينة خالية من دانزيغ - ألمانيا | - إيطاليا - بولندا (150) | - النرويج - يوغوسلافيا |

## جدول الميداليات
| الترتيب | منتخب         | ذهبية | فضية | برونزية | المجموع |
| ------- | ------------- | ----- | ---- | ------- | ------- |
| 1       | بولندا        | ?     | ?    | ?       | ?       |
| 2       | تشيكوسلوفاكيا | ?     | ?    | ?       | ?       |
| 3       | النمسا        | ?     | ?    | ?       | ?       |